# تاشحاط
تاشحاط یک منطقهٔ مسکونی در الجزایر است که در ناحیه ثنیه واقع شده‌است. تاشحاط ۲٫۴ کیلومتر مربع مساحت دارد ۴۷۰ متر بالاتر از سطح دریا واقع شده‌است.